# 弗罗姆雷维尔-莱瓦隆
弗罗姆雷维尔-莱瓦隆（法語：Fromeréville-les-Vallons）是法国默兹省的一个市镇，属于凡尔登区。该市镇总面积20.3平方公里，2009年时的人口为239人。

## 人口
弗罗姆雷维尔-莱瓦隆人口变化图示